# Wiesław Gall
Wiesław Stanisław Gall (ur. 20 marca 1929 w Warszawie, zm. 8 lipca 2020) – polski lekarz, epidemiolog i wirusolog, dr hab..

## Życiorys

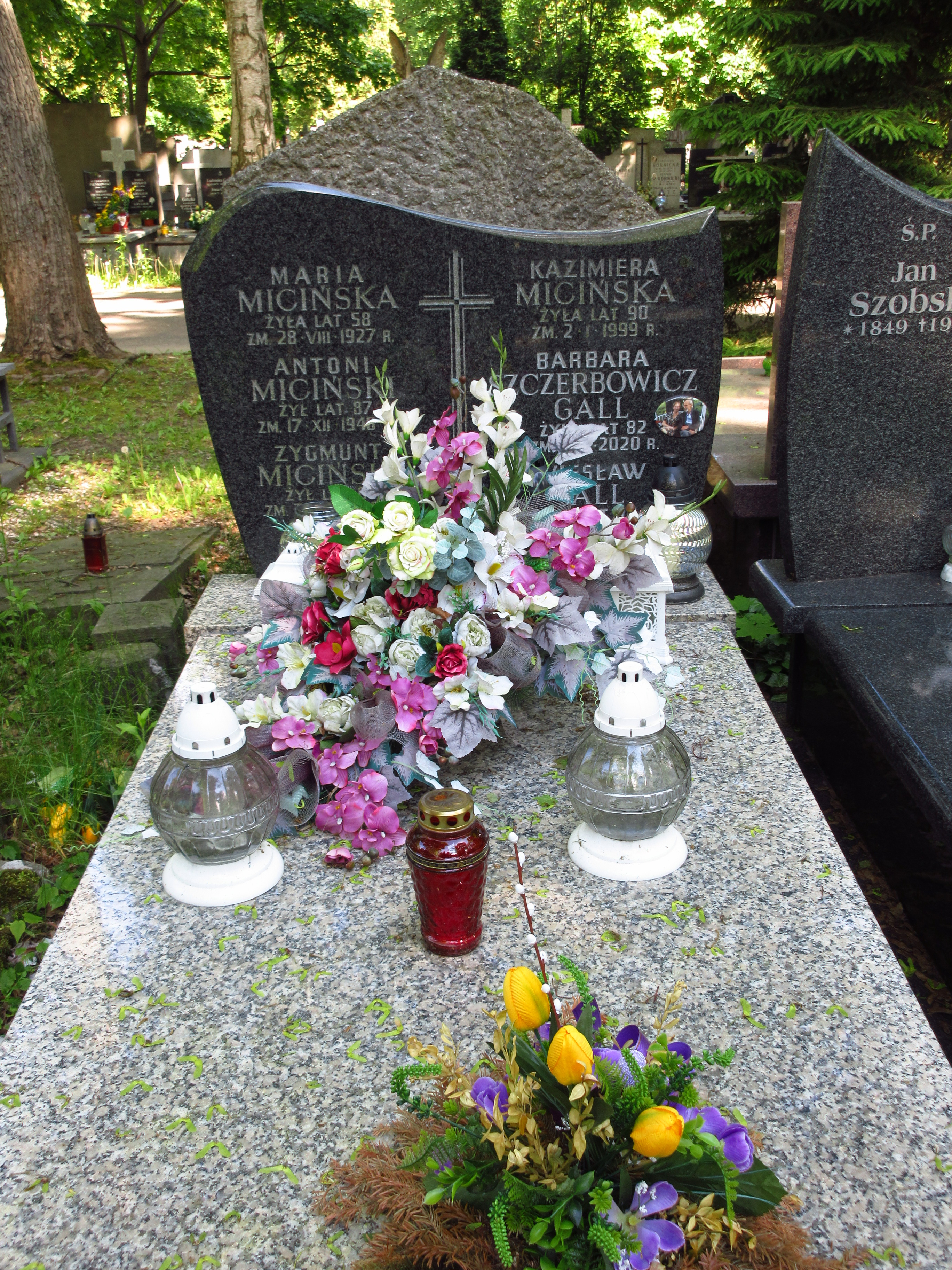
Grób profesora Wiesława Galla na cmentarzu Bródnowskim

Obronił pracę doktorską w 1964, a następnie w 1973 uzyskał stopień doktora habilitowanego. Był zatrudniony na stanowisku docenta w Wojskowym Instytucie Higieny i Epidemiologii im. gen. Karola Kaczkowskiego.
Był autorem lub współautorem ponad 40 prac naukowych z dziedziny chorób zakaźnych i epidemiologii. 
Zmarł 8 lipca 2020. Pochowany na cmentarzu Bródnowskim (kwatera 45A-II-20).